# Сарате, Хорхе (футболист)
Хорхе Алехандро Сарате Гареага (исп. Jorge Alejandro Zárate Careaga; 20 января 1992, Сан-Луис-Потоси, Мексика) — мексиканский футболист, полузащитник клуба «Пуэбла».

## Биография
Сарате — воспитанник клуба «Пуэбла». 11 апреля 2010 года в матче против «Индиос» он дебютировал в мексиканской Примере. В 2011 году для получения игровой практики Хорхе на правах аренды перешёл в Лобос БУАП. 30 июля в матче против «Крус Асуль Идальго» он дебютировал в Лиге Ассенсо. 25 сентября в поединке против «Торос Неса» Сарате забил свой первый гол за новую команду. В начале 2013 года он на правах аренды присоединился к «Чьяпас». 2 февраля в матче против «Атласа» Хорхе дебютировал за «ягуаров».
Летом того же года Сарате перешёл в «Монаркас Морелия». 5 октября в матче против своего бывшего клуба «Чьяпас» он дебютировал за новую команду. 14 апреля 2014 года в поединке против «Гвадалахары» Хорхе забил свой первый гол за «персиков». Летом 2015 года он на правах аренды перешёл в «Атлас». 26 июля в матче против «Керетаро» Сарате дебютировал за новый клуб. В начале 2016 года он вернулся в «Монаркас Морелию».